# Institut international de la langue portugaise
L'Institut international de la langue portugaise (en portugais : Instituto Internacional da Língua Portuguesa, sigle IILP) est une institution de la Communauté des pays de langue portugaise (CPLP) basée à Praia, la capitale du Cap-Vert.

## Histoire
L'Institut international de la langue portugaise (IILP) a une histoire qui commence officiellement le 1er novembre 1989, lorsque les pays lusophones, à l'initiative du président de la République du Brésil de l'époque, José Sarney, se sont réunis à São Luís do Maranhão au Brésil, pour réfléchir aux fondements d'une communauté lusophone.
Cependant, l'Institut ne deviendra réalité que plus de 10 ans plus tard, lors de la VIe réunion ordinaire du Conseil des ministres de la Communauté des pays de langue portugaise (CPLP), constituée entre-temps et  réunie à Sao Tomé-et-Principe. 
Lors de cette réunion, des lignes directrices ont été élaborées pour la mise en œuvre de cet organisme de promotion de la langue portugaise.
Cette décision a conduit à l'approbation des statuts de l'IILP, avec le choix du pays qui accueillera son siège, en l'occurrence la République du Cap-Vert, et la convocation de sa première Assemblée générale. Cela sert réalisé en avril 2002, le Cap-Vert étant choisi pour gérer les premières années d'existence de l'Institut.
Les objectifs fondamentaux de l'IILP sont « la promotion, la défense, l'enrichissement et la diffusion de la langue portugaise comme véhicule de culture, d'éducation, d'information et d'accès aux connaissances scientifiques et technologiques et pour un usage officiel dans les forums internationaux »..

## Activités
De 2010 à 2014, le linguiste brésilien Gilvan Müller de Oliveira a dirigé l'Institut.
De 2010 à 2012, l'IILP s'est concentré sur le développement des bases pour la réalisation du Plan d'action de Brasilia pour la promotion, la diffusion et la projection de la langue portugaise, un document issu de la I. Conférence internationale sur l'avenir du portugais dans le monde. 
De 2012 à 2014, l'Institut s'est concentré sur l'élaboration du VOC - Vocabulaire orthographique commun de la langue portugaise, un instrument prévu dans l'Accord orthographique de la langue portugaise de 1990 et sur l'élaboration du Portail des enseignants de portugais comme langue étrangère, qui proposera du matériel et des ressources pédagogiques aux professeurs de langues du monde entier.